# Jaskinia nad Wyżniem
Jaskinia nad Wyżniem – jaskinia w Dolinie Małej Łąki w Tatrach Zachodnich. Wejście do niej znajduje się w północnej ścianie Wielkiej Turni, w Kominie Flacha, nad jaskinią Tunel Małołącki, na wysokości 1442 m n.p.m. Długość jaskini wynosi 19 metrów, a jej deniwelacja 1,50 metra.

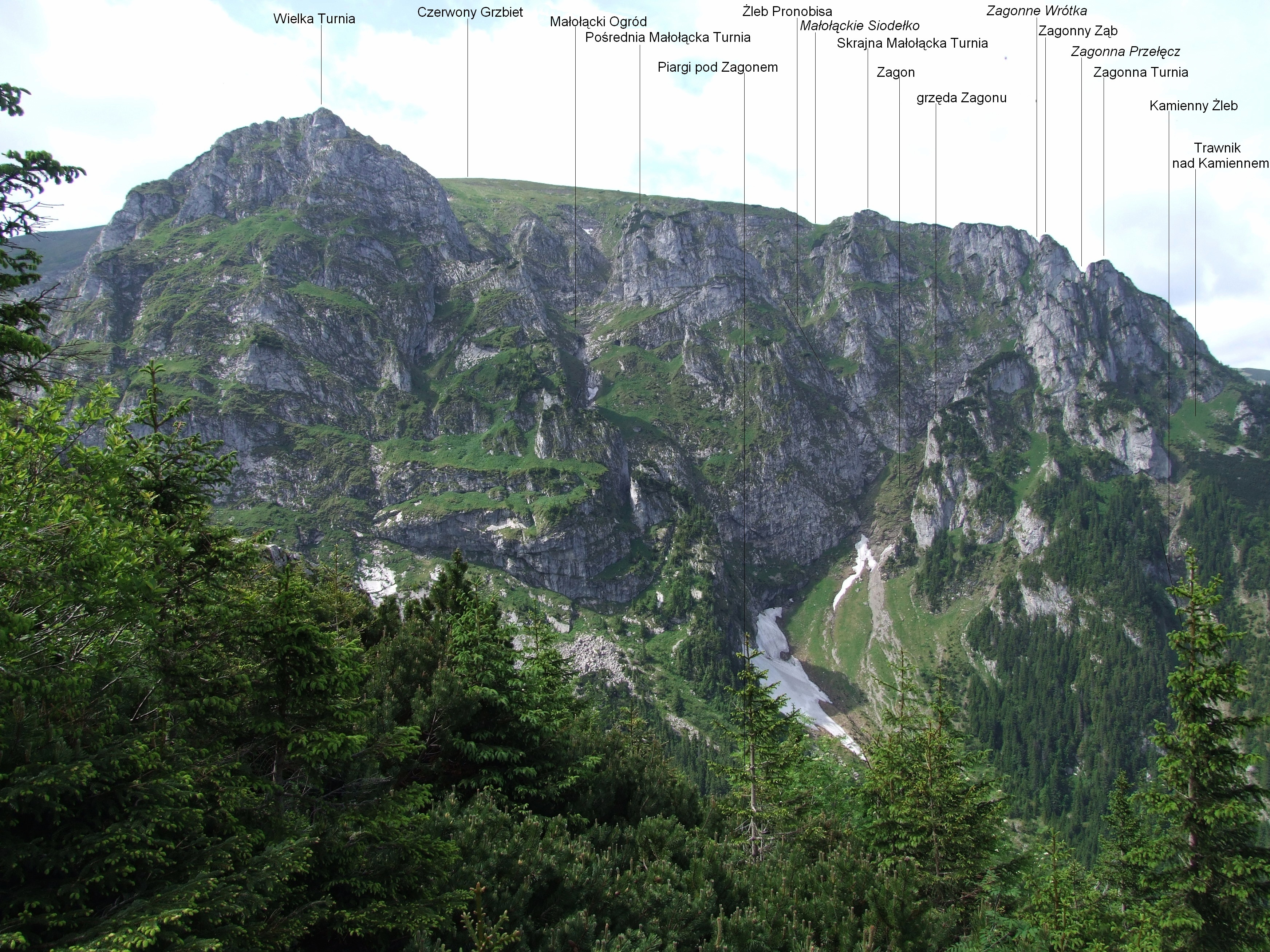
Komin Flacha widoczny poniżej Małołąckiego Ogrodu

## Opis jaskini
Jaskinię stanowi duża, pochyła komora (8 metrów szerokości i 5 metrów długości) do której wejść można z niewielkiego otworu.
Z komory odchodzi wąski korytarzyk kończący się szczeliną (być może łączącą się z jaskinią Tunel Małołącki) oraz ciasny, metrowy kominek.

## Przyroda
W całej jaskini jest widno. Nie ma w niej roślinności.

## Historia odkryć
5 lipca 1960 roku jaskinię odkryli M. Kruczek i S. Wójcik z Zakopanego.